# Краус, Бернд
Бернд Краус (нем. Bernd Krauß; род. 15 июня 1953, Плауэн, Карл-Маркс-Штадт) — немецкий гребец, выступавший за сборную ГДР по академической гребле в конце 1970-х — начале 1980-х годов. Чемпион летних Олимпийских игр в Москве, чемпион мира, победитель и призёр многих регат национального значения.

## Биография
Бернд Краус родился 15 июня 1953 года в городе Плауэн, ГДР. Проходил подготовку в Потсдаме местном спортивном клубе «Динамо».
Начиная с 1976 года регулярно принимал участие в национальных первенствах ГДР по академической гребле, становясь призёром и победителем в различных распашных дисциплинах.
Первого серьёзного успеха на взрослом международном уровне добился в сезоне 1977 года, когда вошёл в основной состав восточногерманской национальной сборной и побывал на чемпионате мира в Амстердаме, откуда привёз награду бронзового достоинства, выигранную вместе с напарником Ортвином Родевальдом в распашных безрульных двойках — в финале их опередили только экипажи из СССР и Великобритании.
В 1979 году в восьмёрках одержал победу на мировом первенстве в Бледе.
Благодаря череде удачных выступлений удостоился права защищать честь страны на летних Олимпийских играх 1980 года в Москве — совместно с командой гребцов, куда вошли Йёрг Фридрих, Ханс-Петер Коппе, Ульрих Конс, Ульрих Карнац, Йенс Добершюц, Уве Дюринг, Бернд Хёинг и рулевой Клаус-Дитер Людвиг, победил в зачёте восьмёрок, опередив преследовавшую команду Великобритании почти на три секунды, и тем самым завоевал золотую олимпийскую медаль. За это выдающееся достижение по итогам сезона был награждён орденом «За заслуги перед Отечеством» в серебре.
После московской Олимпиады Краус ещё в течение некоторого времени оставался в составе гребной команды ГДР и продолжал принимать участие в крупнейших международных регатах. Так, в 1981 году он выступил на мировом первенстве в Мюнхене, где занял четвёртое место в программе восьмёрок.
Помимо занятий спортом служил в потсдамской Народной полиции. После объединения Германии работал учителем в средней школе, преподавал немецкий язык и литературу.